# 제시 노먼

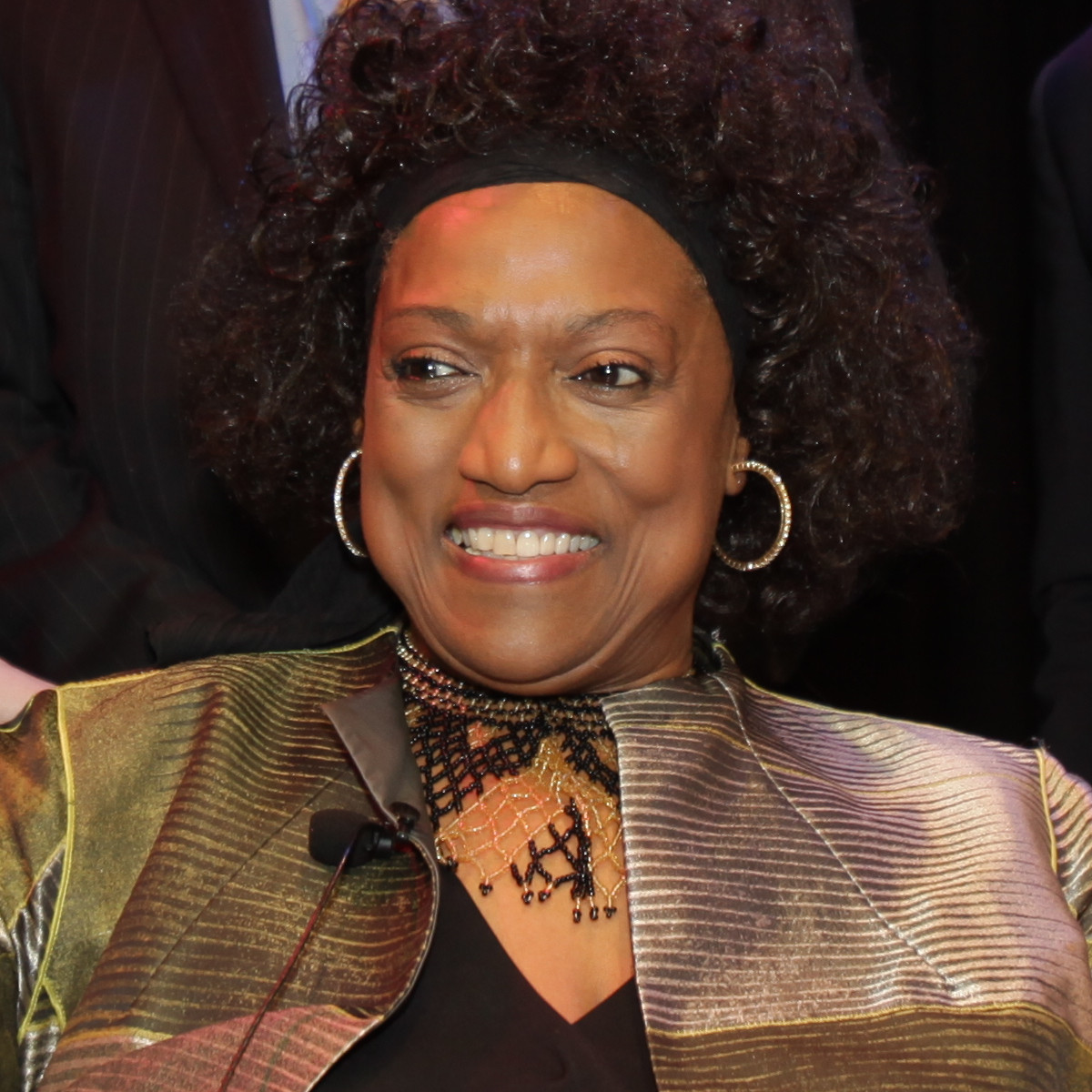

제시 노먼(영어: Jessye Mae Norman, 1945년 9월 15일 ~ 2019년 9월 30일)은 미국 태생의 오페라 가수(클래식 음악가)이자 공연자(recitalist)이다.